# دوري جنوب إفريقيا لكرة القدم 1996–97
دوري جنوب إفريقيا لكرة القدم 1996–97 (بالإنجليزية: 1996–97 Premier Soccer League)‏ هو الموسم 1 من دوري جنوب أفريقيا لكرة القدم ‏. كان عدد الأندية المشاركة فيه 18، وفاز فيه مانينغ رانغيرز ‏.